# Clark County, Illinois
Clark County är ett administrativt område i delstaten Illinois, USA, med 16 335 invånare. Den administrativa huvudorten (county seat) är Marshall.

## Geografi
Enligt United States Census Bureau har countyt en total area på 1 308 km². 1 299 km² av den arean är land och 9 km² är vatten.

### Angränsande countyn
- Edgar County - nord
- Vigo County, Indiana - nordost
- Sullivan County, Indiana - sydost
- Crawford County - syd
- Jasper County - sydväst
- Cumberland County - väst
- Coles County - nordväst